# Inşirah Hanım
Inşirah Hanım (turco ottomano: انشراح خانم, lett. "allegra"; nata Seniye Voçibe; Izmit, 10 luglio 1887 – Il Cairo, 10 giugno 1930) è stata la seconda consorte di Şehzade Mehmed Vahideddin, principe ottomano, ma divorziò da lui prima che salisse al trono come Sultano Mehmed VI.

## Origini
Inşirah Hanım nacque il 10 luglio 1887 a Maşukiye, Izmit. Era circassa Ubuth, apparteneva alla famiglia Voçibe ed era figlia di Aziz Bey. Aveva un fratello, Zeki Bey, e sua zia era Dürriaden Kadın, consorte del sultano ottomano Mehmed V, fratellastro maggiore di Mehmed VI. 
Da bambina, fu mandata alla corte ottomana di Istanbul, dove cambiò nome in Inşirah ed entrò a servizio di Şayeste Hanım, una delle vedove del sultano Abdülmecid I, rispettivamente madre adottiva e padre di Mehmed VI. 
Venne descritta come alta e bella, con magnifici occhi blu e capelli castano scuro molto lunghi.

## Matrimonio
Nel 1905 venne notata dall'allora Şehzade Mehmed Vahideddin (Mehmed VI), che chiese a Şayeste di poterla avere in moglie.
Fino a quel momento, per vent'anni, Mehmed aveva avuto una sola moglie, Nazikeda, a cui lo legava un sentimento sincero. Tuttavia, dopo aver avuto tre figlie, Nazikeda non riuscì più ad avere figli, obbligando Mehmed, in caso di necessità come principe ereditario, a prendere altre consorti da cui avere un erede maschio. 
Inşirah, che all'epoca aveva diciassette anni, rifiutò di sposare il quarantenne Mehmed e scrisse al padre e al fratello per dire che non voleva sposare un uomo più vecchio di suo padre. Tuttavia, entrambi la rimproverarono duramente e la obbligarono ad accettare la proposta. 
Il matrimonio fu celebrato l'8 luglio 1905 a Palazzo Çengelköy. Dopo le nozze, il fratello di Inşirah ottenne il posto di aiutante del principe Mehmed. 
Inşirah era profondamente infelice. Dopo qualche anno, approfittò del fatto di aver trovato una ragazza, Periru Hanım, nelle stanze di suo marito per fare una scenata di gelosia e fuggire da corte per tornare dalla famiglia. Mehmed fu tremendamente offeso quando lo venne a sapere e il 17 novembre 1909 finalizzò il loro divorzio. Non avevano avuto figli. Dal momento che divorziarono prima che Mehmed salisse al trono nel 1918, Inşirah non ottenne mai il rango di Consorte Imperiale.
Dopo il divorzio, ripudiada dalla famiglia d'origine, di stabilì a Validebağı.

## Ultimi anni e morte
Nel 1924 la dinastia ottomana fu esiliata.
Malgrado Inşirah non fosse soggetta all'esilio in quanto divorziata, lasciò comunque la Turchia per Il Cairo. La sua depressione era divenuta sempre più profonda, così tentò di raggiungere l'ex marito a Sanremo, in Italia, dove viveva dall'esilio nel 1922. 
Tuttavia, Inşirah fu bloccata dal suo stesso fratello, Zeki Bey, che aveva seguito l'ex sultano in esilio. Davanti alle lacrime della sorella, Zeki la rimproverò duramente e le disse che, dopo aver divorziato in quel modo, non aveva diritto di chiedere aiuto al sultano. Le diede un po' di denaro e la rimandò a Il Cairo. Mehmed non fu mai messo al corrente della visita di Inşirah.
Tornata in Egitto, Inşirah tentò il suicidio, venendo salvata dalla nipote Zernigul Hanim, ma lei ci riprovò e il 10 giugno 1930 si annegò nel Nilo. 
La famiglia recuperò il corpo e la seppellì a Istanbul, nel cimitero Emir Sultan. 